# تل حوش الرفقة
تل حوش الرافقة، هو موقع أثري في لبنان  يقع على بعد كيلومتر واحد إلى الشمال من بلدة حوش الرفقة، و4 كم غرب جسر نهر الليطاني في قضاء بعلبك بمحافظة بعلبك الهرمل.، ويعود تاريخ موقع التل، على الأقل حسب التقديرات المتخصصة، إلى العصر البرونزي المبكر.

## الحفريات
تعود أول الحفريات لتل حوش الرافقة إلى سنة تواريخ 1963، 1965 إلى حدود معطيات 2018.
قام بدراسة الموقع من حيث عملية التنقيب بتقنية الحفريات أثريون متخصصون وهم كالتالي: (ديانا كيركبرايد، جيمس ميلارت، لورين كوبلاند، بيتر ج. ويسكومب).(بالحروف اللاتينية:Diana Kirkbride, James Mellaart, Lorraine Copeland, Peter J. Wescombe)

## ماذا يعني مصطلح «تل» بالنسبة لموقع «تل حوش الرفقة» من الناحية الأركيولوجية
تعني كلمة تل في القاموس الأركيولوجي (علم الآثار), نقلاً عن أصله العربي (تل أو تلة)، ويكتب في (الإنجليزية بصيغتين: tell أو tel) واصطلح في القاموس الأركيولوجي لعلم الآثار أخذا عن مصطلح تل أو تلة باللغة العربية، نظرا لكثرة وجود التلال الأثرية في مناطق دول عربية بالشام والعراق ودول مجاورة مثل إيران وفي الأناضول في تركيا.
والتلة الأثرية تكون عبارة عن تلة صناعية تتكون من المخلفات والبقايا المتراكمة للأشخاص الذين عاشوا في نفس الموقع لآلاف السنين.
تبدو التلة الكلاسيكية مثل مخروط منخفض، مُشذب والجانبين منحدرين، ويمكن أن تصل إلى 30 متراً.
ترتبط التلال الأكثر شيوعاً بعلم «آثار الشرق الأدنى القديم» خصوصا، ولكنها توجد أيضاً في أماكن أخرى، مثل آسيا الوسطى وأوروبا الشرقية  وغرب إفريقيا واليونان. في الشرق الأوسط تتركز في المناطق الأقل جفافاً، بما في ذلك بلاد ما بين النهرين العليا وبلاد الشام، وإيران ومنطقة الأناضول في تركيا.